# Famille Florio
Pour les articles homonymes, voir Florio.
La famille Florio est une dynastie commercante et industrielle italienne particulièrement active durant la période de la Belle Époque. L'histoire de la famille, d'origine calabraise, se déroule dans la riche Palerme de la fin du XIXe et du début du XXe siècle. 

## Première génération

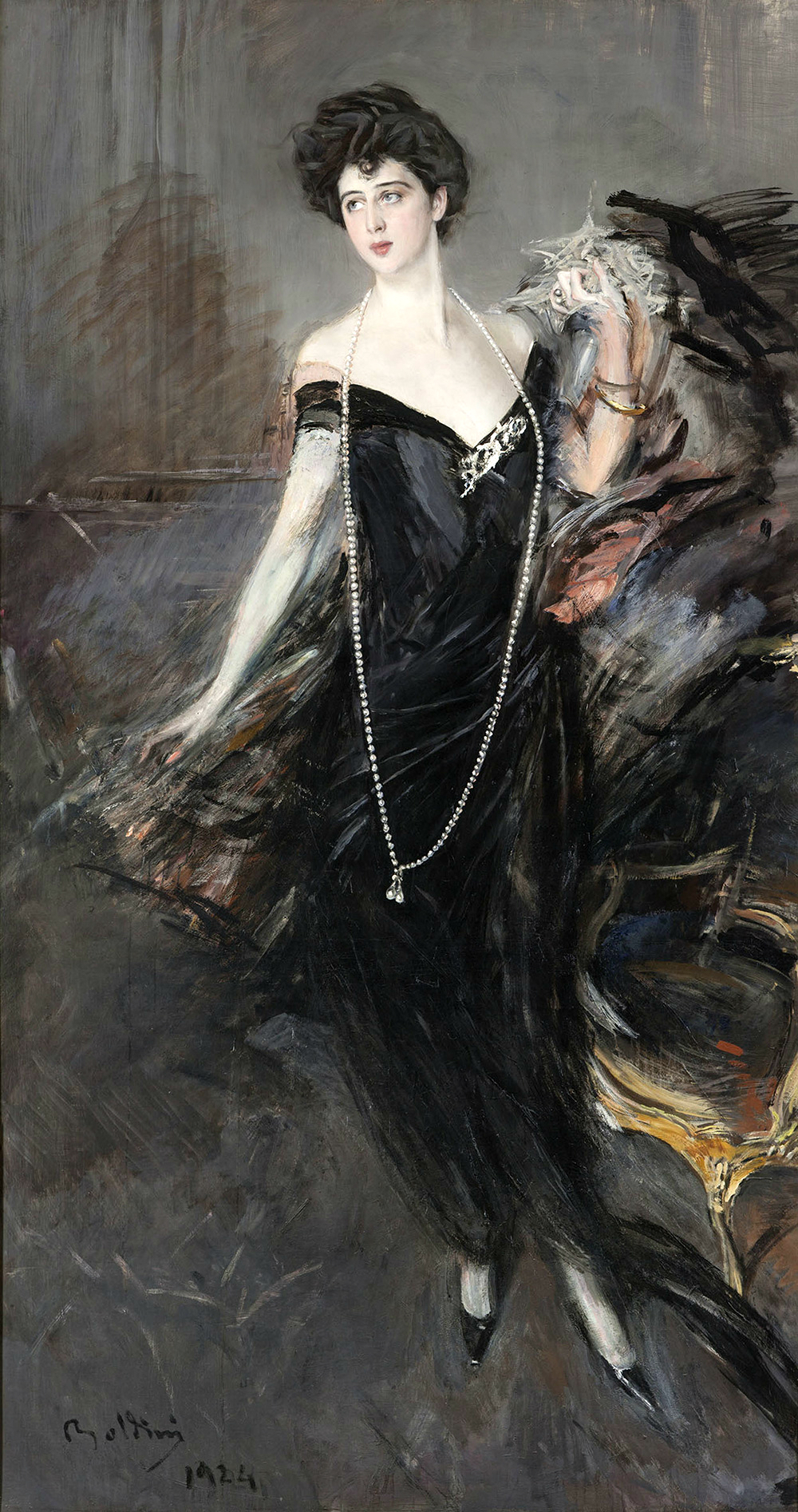
Portrait de Franca Florio (1901), Giovanni Boldini, collection privée.

À la suite des séismes de 1783 en Calabre, Paolo Florio (1772 - 1807), fils de Mastro Vincenzo Florio, quitte pour la Sicile sa Bagnara natale, petite ville donnant sur le détroit de Messine dans la province de Reggio de Calabre. Il ouvre, au début des années 1800, un magasin d'épices qui devient rapidement l'un des plus florissants de Palerme. Lorsqu'il meurt en 1807, son fils Vincenzo est encore trop jeune pour lui succéder dans la gestion du commerce. Ignazio, le frère de Paolo, développe avec une grande habileté l'activité initiale d'achat et de vente de produits coloniaux au détail et en gros autour du magasin de médicaments et de produits pharmaceutiques de la Piazza San Giacomo La Marina.

### Ascendance
- Tommaso Florio, originaire de Melicuccà
  - Domenico Florio, forgeron à Bagnara Calabra
    - Vincenzo Florio, forgeron à Bagnara Calabra
      - Paolo Florio (1772-1807), négociant palermitain
      - Ignazio Florio, négociant palermitain

## Deuxième génération

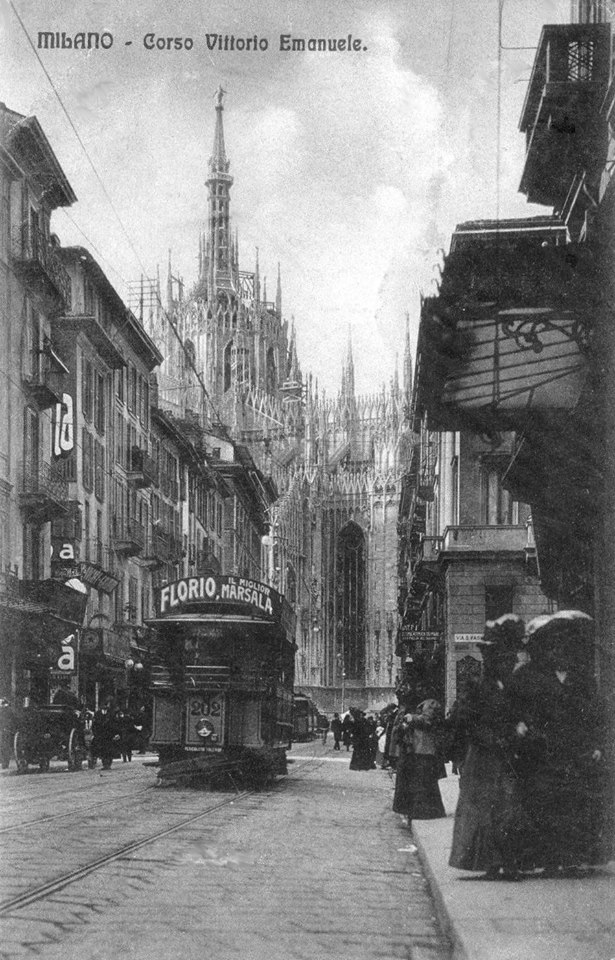
Tram avec une publicité pour le marsala Florio, Milan, vers 1900.

Vincenzo Florio, né à Bagnara en 1799, rejoint Palerme dans ses jeunes années. Il a vingt-neuf ans à la mort de son oncle en 1829 et lui succède dans l'activité paternelle. Il fonde de nombreuses entreprises industrielles parmi lesquelles celle des vins de marsala et donne vie à d'importantes compagnies de navigation. Il possède également des intérêts dans le secteur du soufre avec l'« Anglo-Sicilian Sulphur Company Limited ». 
Il fait construire dans le quartier de l’Arenella, le palais des Quattro Pizzi.
Il est sénateur du royaume d'Italie et meurt à Palerme en 1868.

## Troisième génération

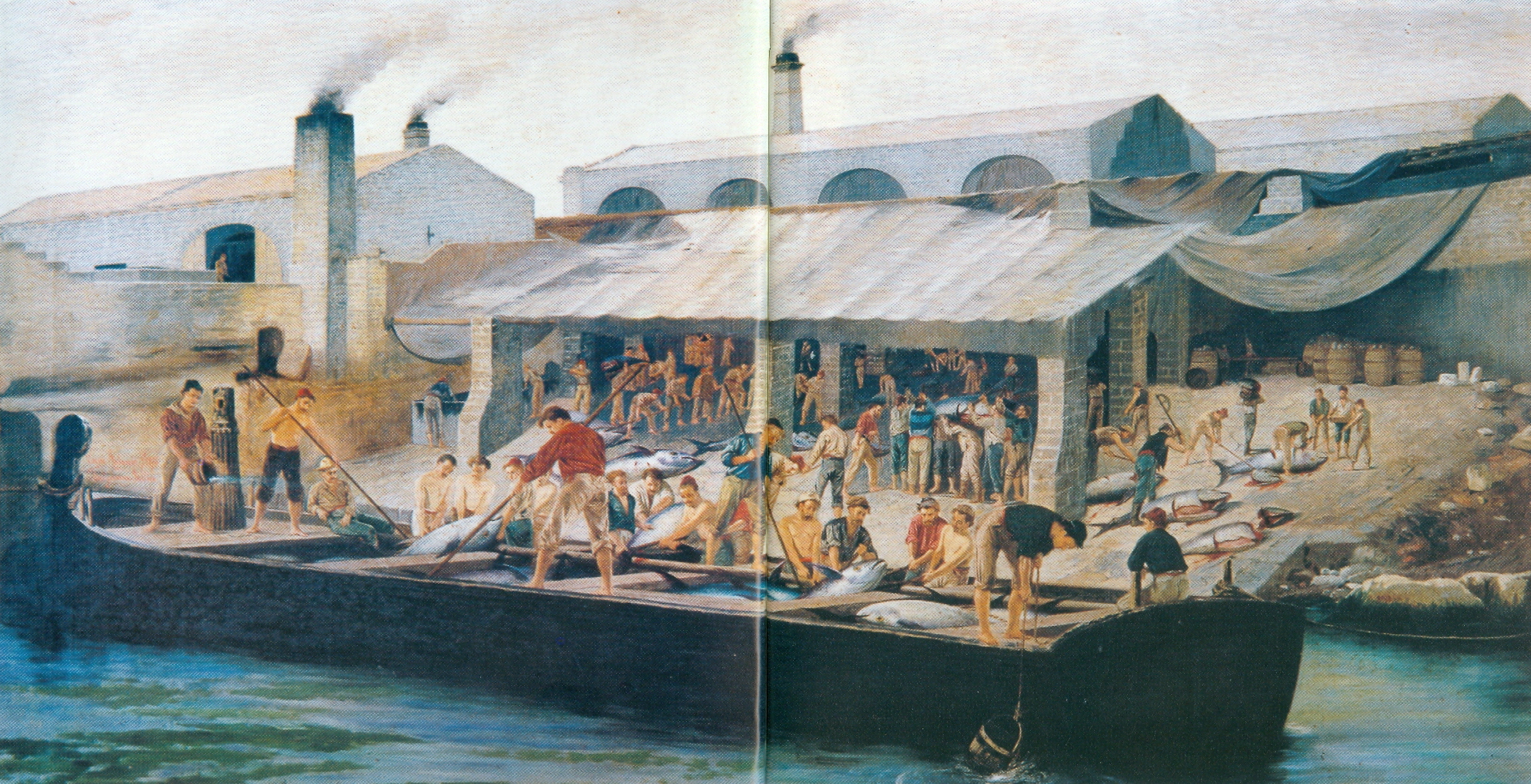
La tonnara di Favignana (1876), Antonio Varni

À la mort de Vincenzo en 1868, son fils Ignazio Senior (Palerme, 1838-1891), lui succède dans la gestion de l'industrie paternelle. Avec une grande maestria, il multiplie les ressources financières et accroît la puissance des affaires créées par son père. Il acquiert en 1874 les îles de Favignana et de Formica. Il devient pareillement sénateur du royaume d'Italie.
Il organise sur l'île une grande thonaire dotée d'une conserverie, la thonaire de Favignana (it), expérimentant un nouveau mode de production : au lieu d'être conservé dans le sel comme habituellement en ce temps-là, le thon est préparé pour la première fois pour être conservé dans l'huile et mis en boîtes métalliques. L'entreprise fournit du travail à un nombre important d'ouvriers et diffuse ses produits dans le monde entier.  
Sa flotte de 99 navires parcourt le monde et sa fonderie Florio possède une succursale à Marseille.
Par son mariage avec la baronne Giovanna d’Ondes Trigona, il fait entrer la famille Florio dans l'aristocratie palermitaine.

## Quatrième génération

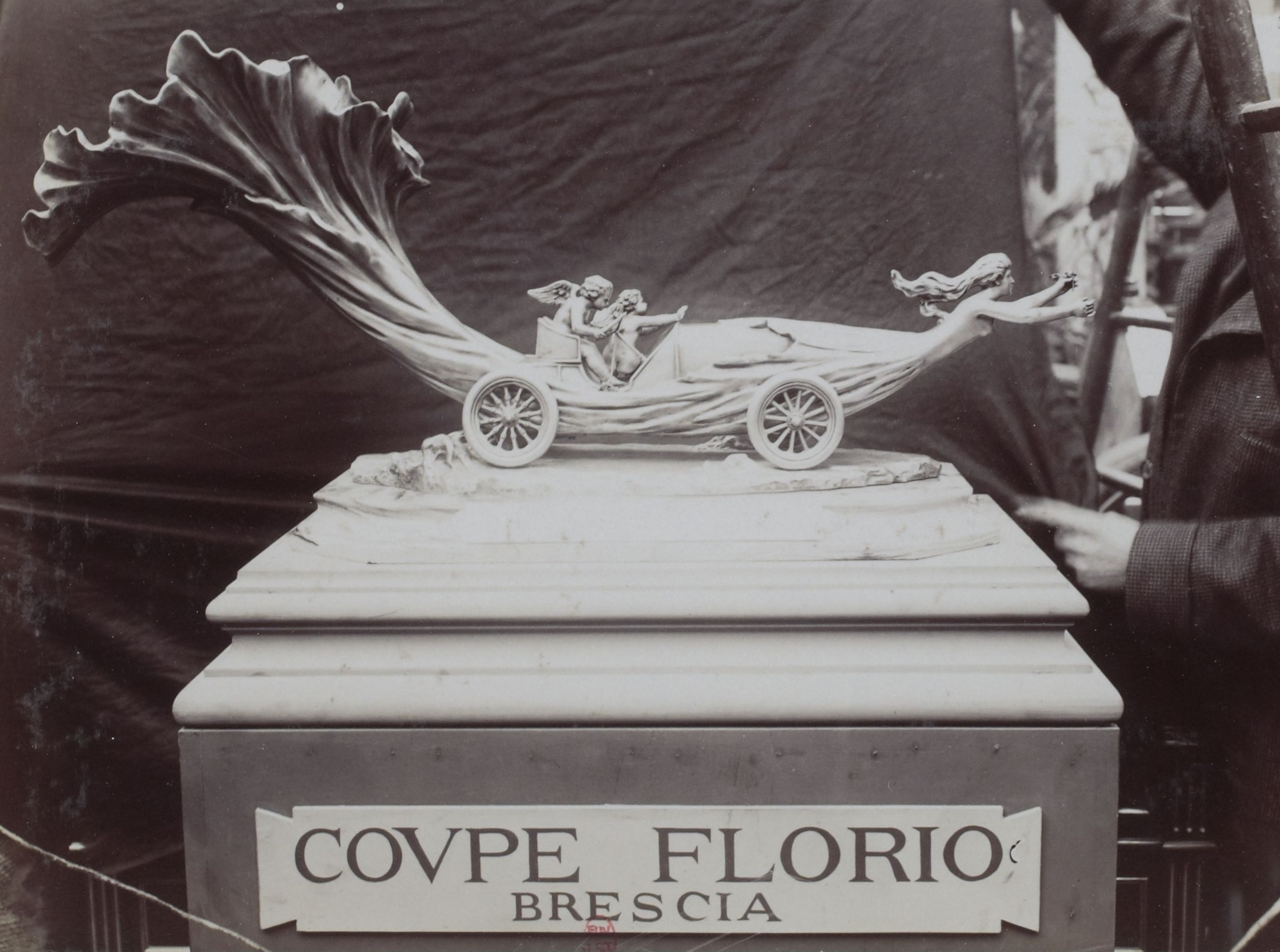
La première Coupe Florio exposée en 1905 à Paris (décernée la même année à Brescia)

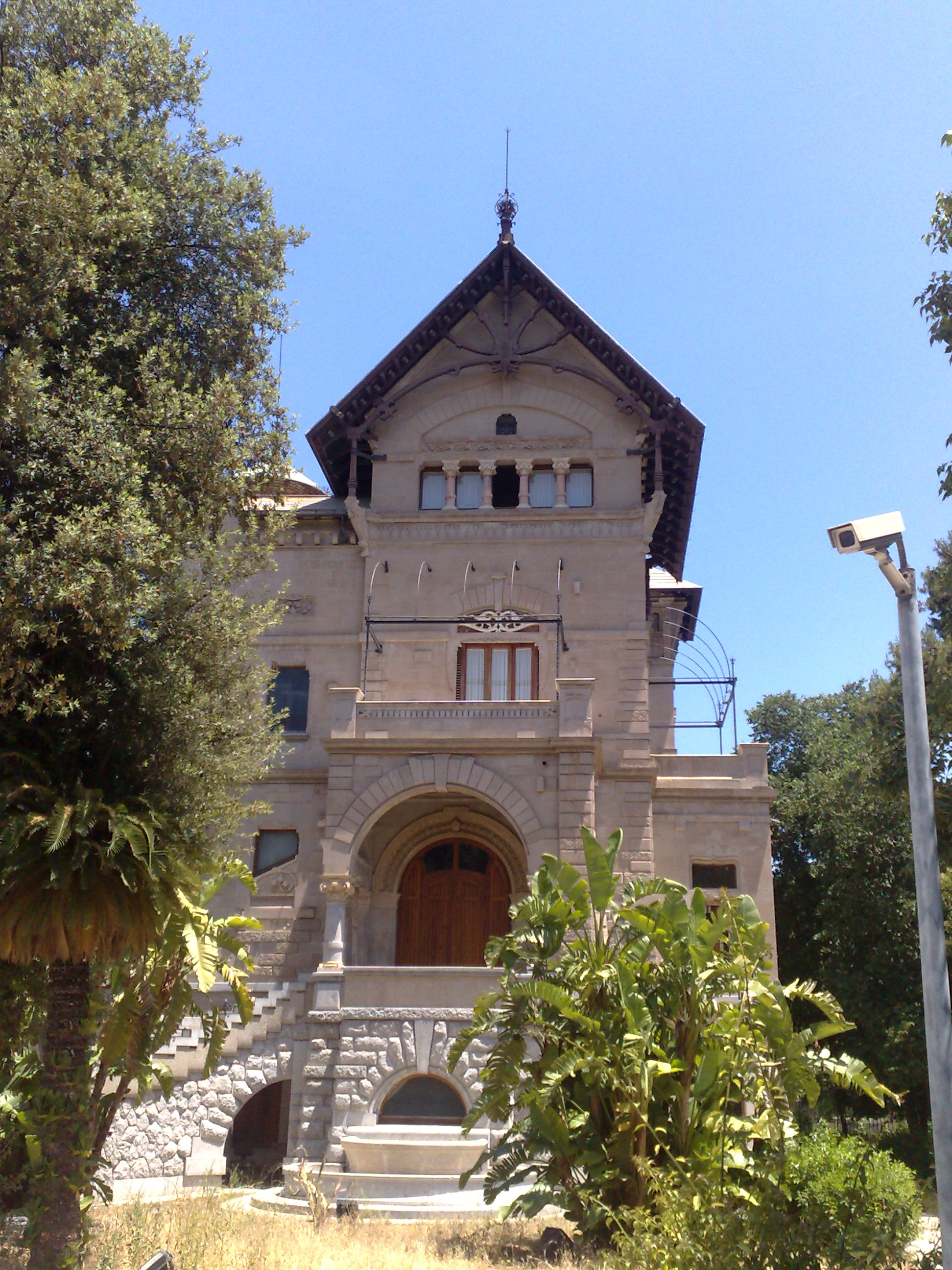
Villino Florio à Palerme.

En 1891, Ignazio Florio meurt en laissant trois enfants dont l'aîné, Ignazio Junior, succède à son père dans la gestion de la maison familiale. Il se comporte en mécène à Palerme, finançant et suivant l'avancement des diverses œuvres et fait de la cité sicilienne un point de rassemblement important de la jet set internationale de l'époque. L'empereur allemand Guillaume II aimait notamment séjourner auprès des Florio en Sicile.
Le frère d'Ignazio, Vincenzo, se révèle grand sportif et organisateur d'événements qui font la renommée de la Sicile parmi lesquels, en 1906, la célèbre course automobile « Targa Florio ».
Les Florio furent, entre la fin du XIXe et du début du XXe siècle, la famille la plus riche d'Italie. Elle disposait d'une flotte de quatre-vingt-dix-neuf navires et d'un empire qui s'étendait de la chimie au vin, du tourisme à l'industrie du thon. La tranformation de l'économie italien, le soutien du goiuvernement aux industries du nord et les dépenses somptuaires des Florio les mènent au démentèlement progressif de leurs avoirs et à leur ruine.
La tombe de la famille Florio est l'œuvre de l'architecte Giuseppe Damiani Almeyda et se trouve dans le cimetière Santa Maria di Gesù (it) de Palerme. Sur la tombe se trouve la statue d'un lion buvant, symbole de la famille, réalisée par le sculpteur Benedetto De Lisi (it).

## Lieux de mémoire
Palerme conserve de nombreuses traces de l'emprise disparue des Florios sur la ville : 
- Piazza Florio, sur laquelle s'élève la statue d’Ignazio Sr
- Villino Florio, construite dans l'immense domaine du parc de l’Olivuzza, désormais urbanisé, alors que la villa principale a été détruite
- Palais des Quattro Pizzi, dans le quartier de l'Arenella
- Villa Igiea, sanatorium transformé en palace
- Mausolée familiale dans le cimetière Santa Maria di Gesù

## Dans la culture populaire
- 2019 : I leoni di Sicilia de Stefania Auci (en français Les Lions de Sicile, traduit en 2021 par Renaud Temperini pour les Éditions Albin Michel)
- 2021 : L'inverno dei leoni de Stefania Auci (en français, 2 tomes, Le triomphe des lions et Les lions en hiver, traduit en 2022 par Renaud Temperini pour les Éditions Albin Michel)